# (74459) 1999 CQ32
(74459) 1999 CQ32 – planetoida z pasa głównego asteroid okrążająca Słońce w ciągu 5,13 lat w średniej odległości 2,97 j.a. Odkryta 10 lutego 1999 roku.